# Leptastrea bottae
Leptastrea bottae är en korallart som först beskrevs av Milne Edwards och Jules Haime 1849.  Leptastrea bottae ingår i släktet Leptastrea och familjen Faviidae. IUCN kategoriserar arten globalt som nära hotad. Inga underarter finns listade i Catalogue of Life.